# 維士比
維士比是三洋藥品調製生產的含中藥口服液（藥酒，俗稱「阿比」），1974年底上市，是台灣市場領導品牌之一，銷售對象多為藍領階級。香港藝人周潤發自1987年起長期擔任維士比第一代廣告代言人，2000年代才換廣告代言人。維士比電視廣告口號「福氣啦」未曾更換，且已注册为声音商标。三洋藥品多角化經營，結合各關係企業組成「三洋維士比集團」。

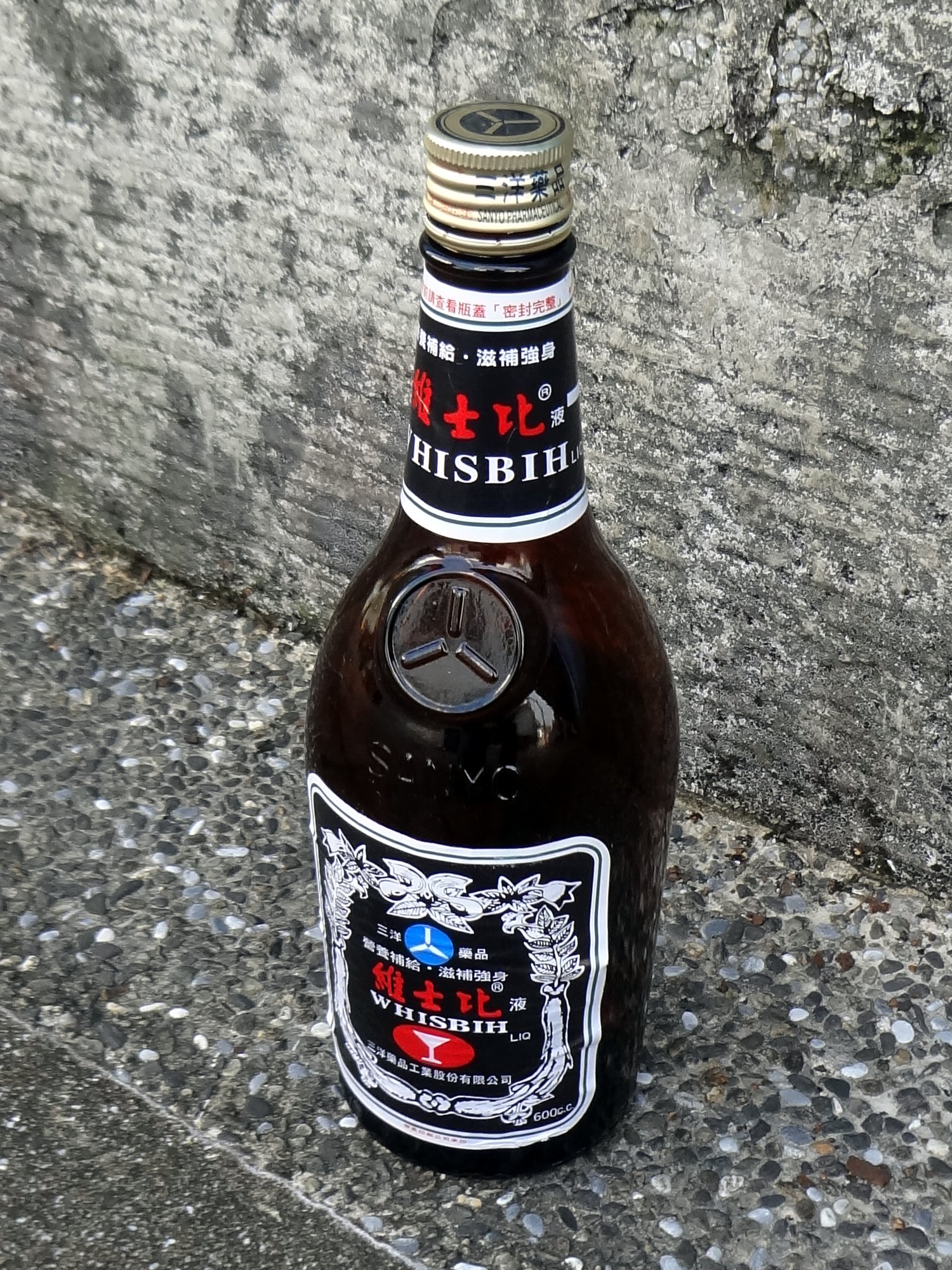
維士比600cc玻璃瓶

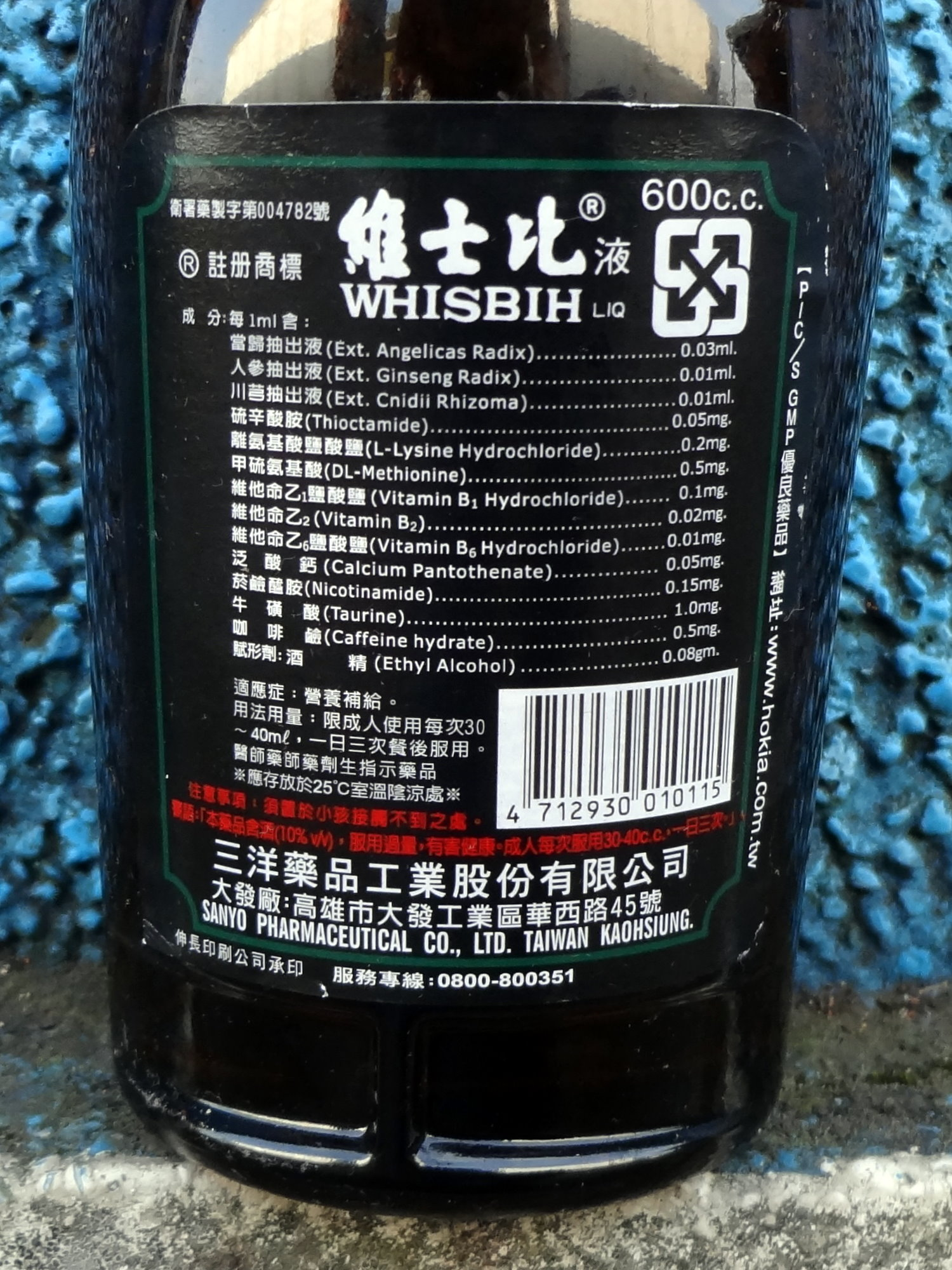
維士比600cc玻璃瓶背面標籤

維士比飲用者也常以椰奶、果汁、啤酒、米酒、高粱酒、咖啡、烏龍茶、綠茶，或蠻牛、紅牛等提神飲料，或維他露P、維大力、可樂、沙士等碳酸飲料來混合飲用（俗稱「工地雞尾酒」、「工地調酒」）。
維士比之競爭對手為保力達B。北臺灣以保力達B較流行，南臺灣以維士比較流行，俗稱「南達北比」。但其實保力達源自北部，發源於臺北新莊；維士比源自南部發源於高雄鳳山。

## 管理歸屬
中華民國法律《藥事法》規定，維士比屬於含酒精的內服藥劑，其成分含有中藥萃取物及胺基酸等內容物，屬「指示用藥」，只允許在藥局或藥房販售。但實際上，一般藍領勞工購買維士比之管道多為檳榔攤或雜貨店。

## 歷任廣告代言人
1. 周潤發（電視廣告大部分為杜德勳配音，少數為周潤發原音）
2. 汪笨湖
3. 豬哥亮
4. 伍佰
5. 玖壹壹
6. 鄭少秋
7. 柯淑元.李銘順

## 外部連結
- 三洋維士比集團 （页面存档备份，存于）